# Malmstromova letecká základna
Malmstromova letecká základna (anglicky Malmstrom Air Force Base; kód IATA je GFA, kód ICAO KGFA, kód FAA LID GFA) je vojenská letecká základna letectva Spojených států amerických nacházející se na území města Great Falls ve státě Montana. Malmstromova AFB je také jednou ze tří základen strategických raket na území Spojených států.
Je domovskou základnou 341. raketového křídla (341st Missile Wing; 341 MW) Velitelství globálního boje vzdušných sil (AFGSC). Je vybavena nukleárními mezikontinentálními balistickými raketami LGM-30G Minuteman III, avšak samotná odpalovací sila s raketami se nacházejí v rozlehlých oblastech v okolí základny. 341 MW se přímo zodpovídá 20. letecké armádě, jejíž velitelství se nachází na Letecké základně Francise E. Warrena ve Wyomingu.
Tato základna byla dříve známa pod názvy „Great Falls Army Air Base“ nebo „Great Falls Air Force Base“. 1. října 1955 byla pojmenována na počest plukovníka letectva Einara Axela Malmstroma, veterána druhé světové války. Ranvej, nacházející se na základně, byla dne 31. prosince 1996 vyřazena z užívání pro letecké operace. V současnosti jej využívají pouze vojenské helikoptéry pro účely zásobování, přepravy osob apod.